# Společenství mládeže v Římskokatolické církvi v Česku
Společenství mládeže či společenství mladých, zkráceně často spolčo nebo jen společenství, je v prostředí římskokatolické církve v českých zemích označení pro neformální skupinu lidí (většinou mladých), která se scházejí za účelem uskutečňování různých aktivit na křesťanském základě. Podobná společenství však v některých farnostech mají i dospělí, někdy i specializovaně, například rodiče, senioři, sboristé a muzikanti atd.
Existence a činnost takové skupiny bývá zpravidla navázána na příslušnou farnost, popřípadě koordinována vikariátním kaplanem pro mládež, případně při církevních řádech nebo křesťansky zaměřených hnutích či spolcích, a mohou být i tematicky vyhraněná, například zaměřená na vysokoškoláky, hudební činnost atd. Koordinační centra pro mládež existují v jednotlivých diecézích a arcidiecézích, vrcholným koordinačním orgánem pak je Sekce pro mládež při České biskupské konferenci. Tento organizační útvar se sám označuje za společenství, jehož členem jsou zaměstnanci Sekretariátu Sekce pro mládež ČBK, zaměstnanci arcidiecézních a diecních center pro mládež při jednotlivých biskupstvích a dobrovolní členové stálých týmů (týmáci) diecézních center života mládeže.
Podle Aleše Opatrného se povrchnímu pozorovateli může zdát, že je vlastně do našeho prostoru vneslo a nejvíce podporuje hnutí Fokoláre, avšak podle Opatrného nejsou jejich objevem ani nejsou jediní, kdo ho propagují. Podporu „základních společenství“ (Basisgemeinden) požadovala též biskupská synoda v roce 1987 a důraz na „spiritualitu společenství“ kladl též papež Jan Pavel II. v listu Novo millennio ineunte.

## Malá společenství
Pastoralista Aleš Opatrný v souvislosti s farní pastorací píše o tzv. malých společenstvích, pod něž lze řadit různé představy od buchtových nebo kafových dýchánků až po skutečné sdílení života, ale optimálně je to ze sociologického hlediska společenství čítající optimálně kolem osmi lidí, nejvýš deset až dvanáct, jehož členové mají užší osobní vazby, přičemž každé společenství má, podobně jako rodiny, svou historii i své krize, a ne každé je životaschopné. Některá širší farní společenství mohou spíše odpovídat sociologickému pojmu komunita jako označení místa, kde člověk může získávat emocionální podporu, ocenění a praktickou pomoc v každodenním životě.
První církevní obce, ale zřejmě i společenství Ježíšových posluchačů a žáků za jeho pozemského života, vznikaly v domech jako tehdy obvyklá domácí společenství. Později vznikala mnišská společenství. Poté Opatrný v historickém exkursu zmiňuje až moderní hnutí v církvi 20. století, například malé radikální komunity uvnitř klasických řádů a dále skupiny vzniklé z novodobých hnutí, jako jsou Fokoláre či charizmatická obnova, případně volnější společenství, například modlitební skupiny Taizé, skupiny Medžugorje aj.).
Malá společenství nejčastěji vznikají vlivem člověka, který má schopnost shromažďovat lidi, což může být jak kněz, tak laik. Podle Opatrného většinou bývá lepší, když společenství vznikala a vznikají bez závislosti na knězi, aby se z něj nestal „sbor učedníků důstojného pána nebo fan klub oblíbeného kněze“ spíše než místo vzájemného obohacování a růstu k dospělému křesťanskému životu. Jindy společenství vznikne společným zážitkem například v rámci společné poutě, cesty, vycházky, exercicií, kurzu, společné přípravy ke svátostem a podobně, nebo při společném plnění nějakého úkolu ve farnosti nebo může být jádrem společenství nějaká širší rodina či skupina rodin.
Osoby s vůdčí či reprezentační rolí se někdy nazývají animátoři, takový člověk by neměl být považován za vlastníka, vedoucího ani diktátora skupiny. Podle Opatrného by to měl být člověk, který společenství spíše stmeluje a je empatický, nemusí však být nejchytřejší ani nejzkušenější.
V typologii farností lze rozlišit farnosti tak rozsáhlé a strukturované, že v nich můžeme nacházet skupinu nebo dokonce několik skupin mladých lidí. V některých farnostech se mladí lidé sice vyskytují za účelem splnění „nedělní povinnosti“, ale navzájem spolu příliš nekomunikují. V některých farnostech existují nestabilní skupinky mladých lidí, kteří se navzájem znají, a v malých farnostech mnohdy mladí návštěvníci nenajdou vrstevníky. Pro osamělého člověka nebo malou skupinku z venkovské farnosti mají podle Aleše Opatrného nesrovnatelně větší přítažlivost diecézní setkání mladých.
Pro farní společenství je charakteristická jistá míra otevřenosti, která by však neměla být na úkor jeho soudržnosti a hloubky meziosobních vztahů. Za riziko je považováno, že elitní skupinky, „partičky“, mohou narušovat jednotu farního společenství a hrát roli vnitrofarních sekt, opačným rizikem je ovšem farnost bez skutečných meziosobních vztahů. Funkční společenství musí stát na společném programu a nemůže zahrnovat lidi, mezi nimiž existuje trvalá meziosobní napětí nebo trvale nevyřešené vztahy. Věková homogenita (za předpokladu splnění předchozích podmínek) už nemusí být tak důležitá. Za velkou zátěž Opatrný považuje, pokud některý z členů společenství dlouhodobě zaplňuje program svými problémy nebo i jedním problémem, jakoby ostatní tu byli jen proto, aby ho donekonečna řešili, nebo dva či tři vášniví diskutéři, kteří sami zaplňují program a nikoho jiného ani žádné jiné téma prakticky nepřipustí. Společenství podle Opatrného unese jen omezený počet členů, kteří se převážně vezou a fakticky k životu společenství nepřispívají, zejména pokud si tito lidé nesebekriticky stěžují na to, že je společenství neuspokojuje.
Charakteristické pro formálnější společenství bývají pravidelné schůzky s více či méně stanoveným a organizovaným programem. Nemá-li společenství prakticky žádný program nebo je-li program dlouhodobě jen improvizován, společenství podle Opatrného strádá a spíš dříve než později se rozpadne. Aleš Opatrný zmiňuje jako příklady činnosti vysloveně náboženské jako modlitba, čtení písma či studium, fakticky se však farní společenství mladých často společně věnují i například sportovním nebo turistickým aktivitám, které nemusí mít prvoplánově náboženské téma, například pořádání výletů, dětských táborů, návštěv kulturních akcí nebo aktivní umělecké činnosti atd.

## Příklady společenství mládeže v Česku

### Pražská arcidiecéze
- Spolčo od sv. Antonína (Holešovice) Archivováno 12. 6. 2018 na Wayback Machine.
- Spolčo Dolní Počernice Archivováno 1. 5. 2008 na Wayback Machine.
- Spolčolek – Společenství mládeže při svatováclavské farnosti v Kladně-Rozdělově Archivováno 29. 11. 2010 na Wayback Machine.

### Litoměřická diecéze
- Vysokoškolské společenství mládeže Liberec

### Královéhradecká diecéze
- Spolčo Holice
- Hlinecké spolčo
- Vavřineček – Společenství mládeže z Jilemnicka
- Spolčo Náchod
- Spolčo Pardubice Archivováno 27. 10. 2011 na Wayback Machine.
- Spolčo Studenec

### Českobudějovická diecéze
- Společenství vysokoškoláků Čtyři Dvory

### Plzeňská diecéze
- Spolčo Mrákov

### Olomoucká arcidiecéze
- Nivnické spolčo
- Společenství mládeže Uherské Hradiště
- Spolčo Uherský Ostroh[nedostupný zdroj]
- Spolčo Blatnice pod Svatým Antonínkem[nedostupný zdroj]
- Společenství rodin Strážnice
- Spolčo mladých Vizovice
- Spolčo Za Tebou

### Brněnská diecéze
- Spolčo Letovice

### Ostravsko-opavská diecéze
- Společenství mladých Kobeřice